# Château Cos d’Estournel

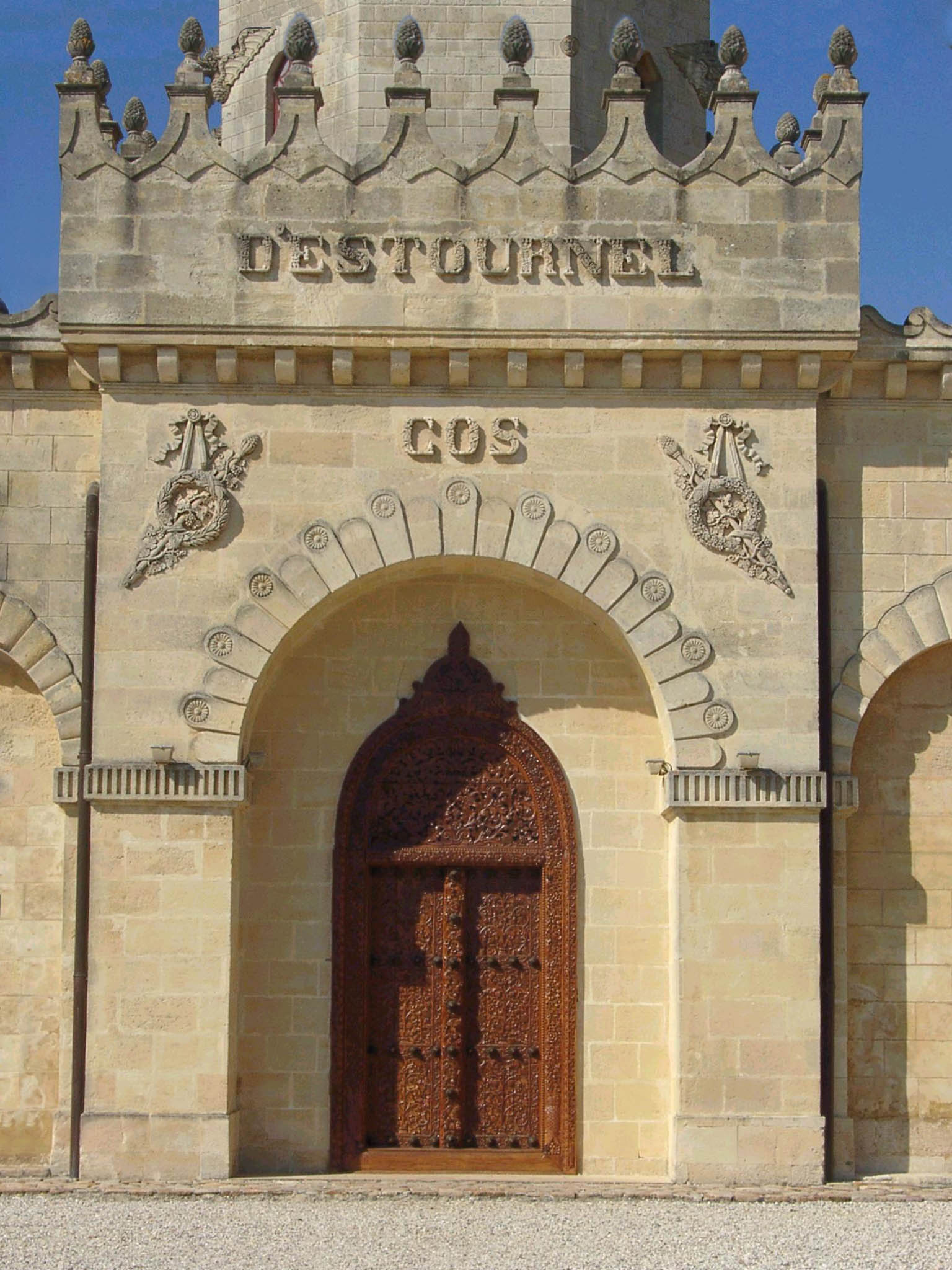
Fassade des Fasslagers

Das Château Cos d’Estournel ist eines der berühmtesten Weingüter von Bordeaux. Seit der Klassifikation von 1855 ist das Weingut als „Deuxième Grand Cru Classé“ eingestuft, in der zweithöchsten der Klassifikation von 1855.

## Lage
Das Gut liegt in Saint-Estèphe im Süden, unmittelbar an der Gemeindegrenze zu Pauillac auf der ersten Anhöhe und gegenüber dem Schwestergut Château Cos Labory, an der „Route du Vin“, der Départementstraße D2.
Durch den sandigen, kieselfesten Boden wird auch im Sommer genügend Feuchtigkeit gespeichert. Im Winter dagegen sorgt die Hanglage und die tiefgründige Beschaffenheit des Unterbodens (entstanden im Eozän) dafür, dass sich kein Wasser anstaut.
Die Rebfläche beträgt 64 ha; sie ist zu 60 % mit Cabernet Sauvignon bestockt, zu 38 % mit Merlot und zu 2 % mit Cabernet Franc. Das Weingut produziert in normalen Jahren etwa 370.000 Flaschen Wein.

## Weine
Zu den besten im Château entstandenen Weinen gehört der Jahrgang 2009. Dieser Wein wird von dem anerkannten Weinkritiker Robert Parker mit 100 Parker-Punkten (PP) gewertet. Eine Flasche dieses Jahrgangs ist selten unter 300 Euro zu erstehen (Stand 2023). Die Weine aus den Jahrgängen 2003 und 2005 erhielten jeweils 98 Parker-Punkte.
Cos d'Estournel erfreut sich frankreichweiter Bekanntschaft und wird von Weinkennern geschätzt.
Der Zweitwein des Guts heißt Les Pagodes de Cos.
Château Cos d'Estournel wird derzeit vom Önologen Jacques Boissenot sowie dessen Sohn Eric begleitet und beraten.

## Geschichte
Gegründet wurde das Gut im 19. Jahrhundert von dem Weinkaufmann Louis-Gaspard Estournel, dessen Spezialität der Pferdehandel aus Arabien und der Weinhandel nach Arabien und Indien sozusagen im Pendelverkehr war. Estournel setzte sich zum Ziel, in Nachbarschaft des hochangesehenen Gutes Château Lafite-Rothschild in Pauillac, auf der anderen Seite des kleinen Grabens Jalle de Breuil, den besten Wein der Erde herzustellen. Hierzu kaufte er die Kieshöhen nördlich oberhalb von Lafite und begann eine ausgedehnte Bauaktivität.
Bei seinen Handelsaktivitäten stellte er fest, dass der aus Indien zurückgekehrte, nicht verkaufte Wein besser war als der gleiche, im Château verbliebene Wein. Dies veranlasste ihn, alle seine Weine vor dem Verkauf auf Schiffsreise zu senden, da er die Qualitätsverbesserung der Kostenerhöhung vorzog. Die Weine jener Jahre markierte er mit einem „R“: Retour des Indes, zurück aus Indien, als Qualitätsmerkmal. Sie wurden ihm zunächst förmlich aus den Händen gerissen.
Diese aufwendigen Maßnahmen des Bauens und Schiffstransportes jedoch ruinierten ihn mittelfristig; er musste sein Gut 1852 an seinen fast ebenso weinverrückten Londoner Bankier Martyns verkaufen. Estournel blieb ledig und kinderlos. Er starb ein Jahr später mit 91 Jahren als armer Mann, kurz bevor sein Lebenswerk 1855 durch die Einstufung als „Deuxieme Grand Cru“ internationale Anerkennung erlangte.
Der große Fasslagerkeller wurde von Estournel in der Art einer chinesischen Pagode mit mehreren geschwungenen Dächern gebaut. Die Giebelseite schmückt eine beeindruckend mit Schnitzarbeiten verzierte dunkle Doppelflügeltür, die angeblich aus dem Harembereich des Sultanpalastes von Sansibar stammt und im Handel gegen Wein erstanden wurde.
Die Bankiers Martyns verkauften das Gut 1869 an die baskische Familie Errazu, die 1889 wiederum an die Brüder Jean-Justin und Jean-Jules Hostein weiterverkaufte. Ihnen gehörte bis 1896 auch Château Montrose. 1917 kaufte Fernand Ginestet, ein bekannter Weinhändler in Bordeaux und auch lange Miteigentümer von Château Margaux, das Gut Cos. Seine Enkel Yves, Jean-Marie und Bruno Prats erbten das Gut 1970. Bruno Prats wurde geschäftsführender Gesellschafter und agierte bis 1998 in dieser Funktion, als die Familie das Gut an die Taillan-Gruppe verkaufte. Prats konnte beim Verkauf seinen Sohn Jean-Guillaume als angestellten Generaldirektor installieren. Nach einer kurzen Episode in der Taillan-Gruppe wurde das Gut 2000 an die Weinbaugruppe Reybier verkauft.
Im Juli 2008 wurde bekannt, dass Michel Reybier das kalifornische Chateau Montelena Winery von Jim und Bo Barret übernahm. Über die Kaufsumme wurde Stillschweigen vereinbart. Die Leitung des Tagesgeschäfts obliegt seit dem Weinjahrgang 2008 Bo Barrett, Greg Ralston, dem Kellermeister von Cos d’Estournel Dominique Arangoits, sowie Jean-Guillaume Prats, Geschäftsführer von Cos d’Estournel.

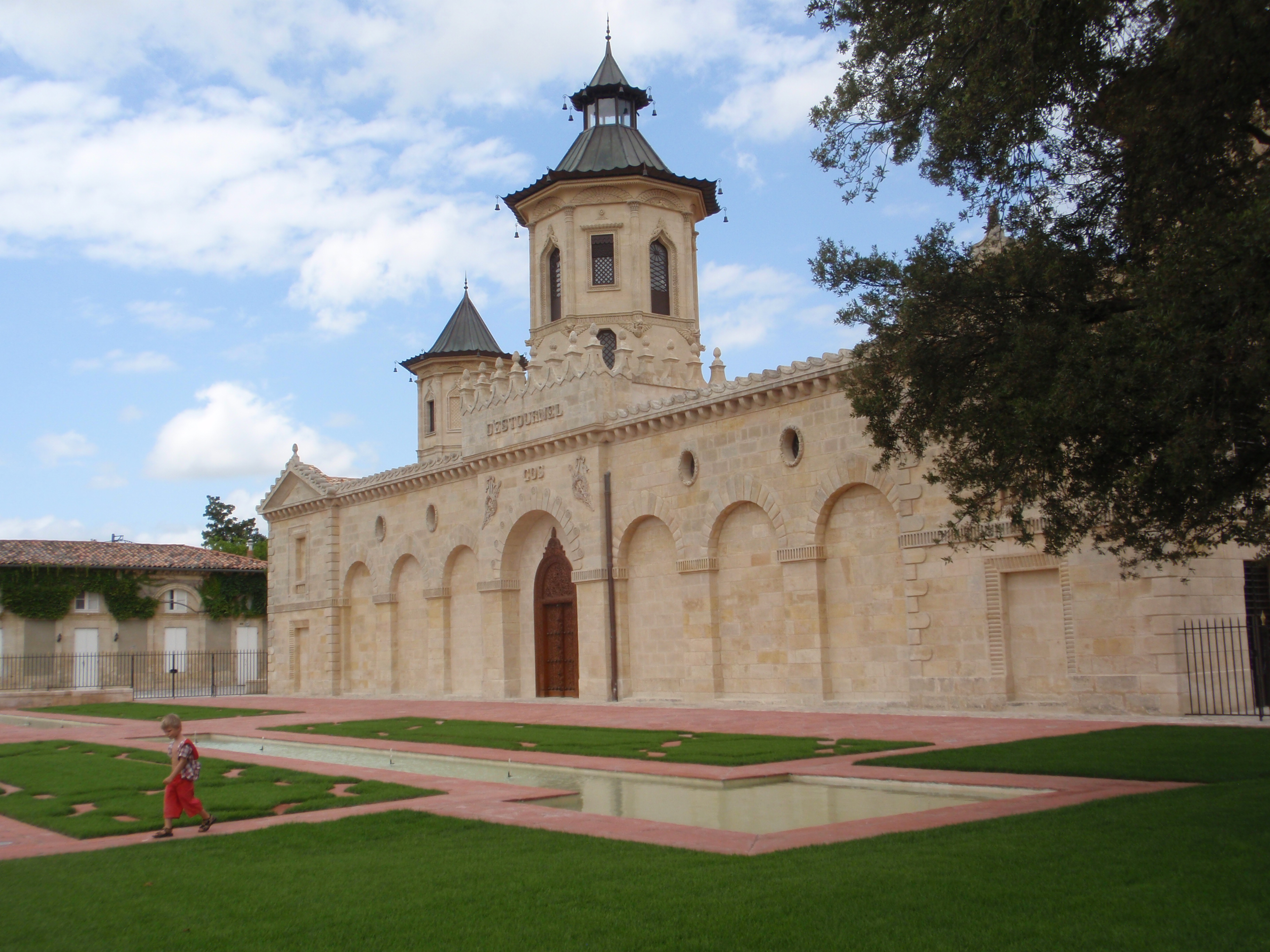
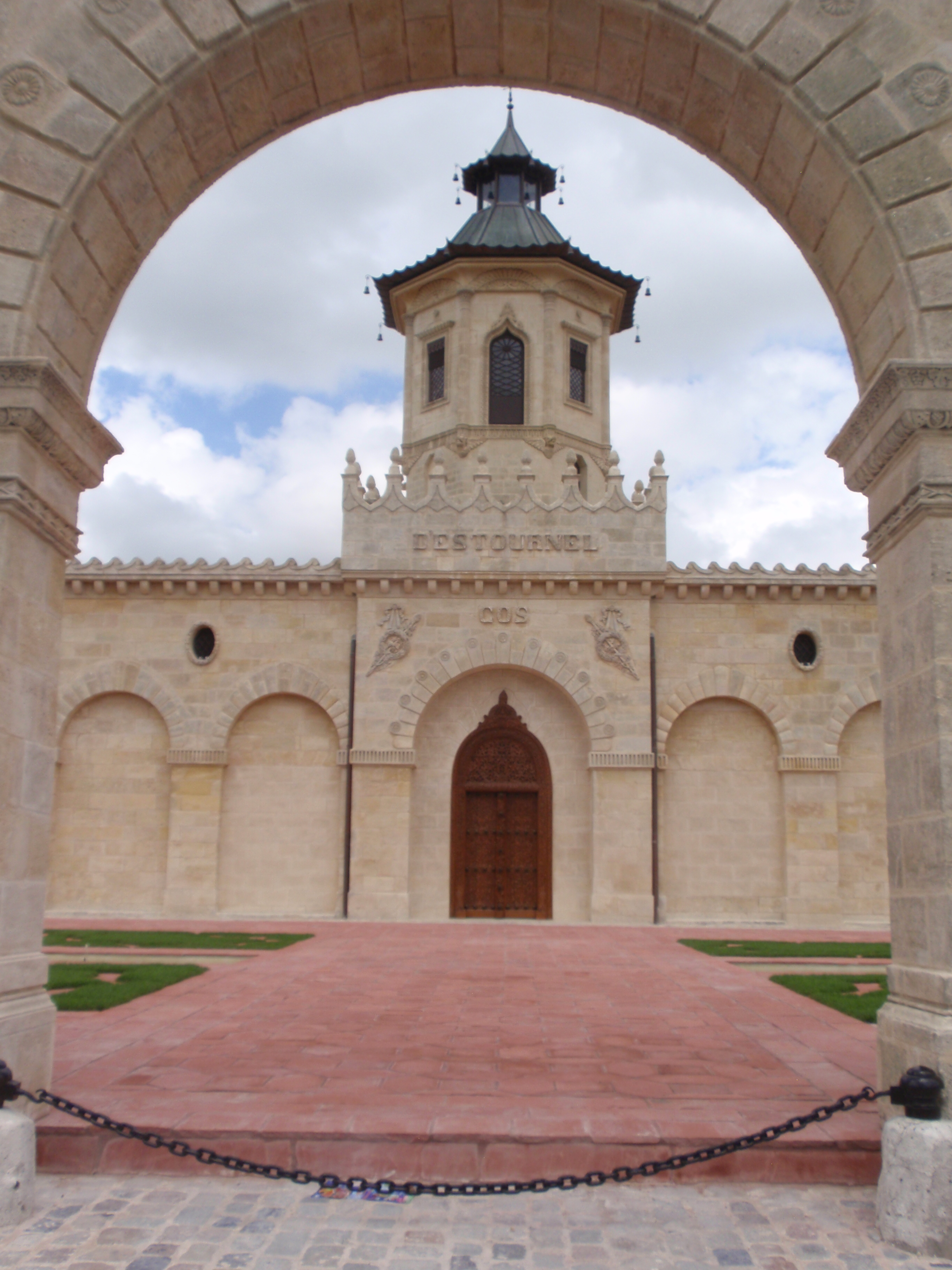
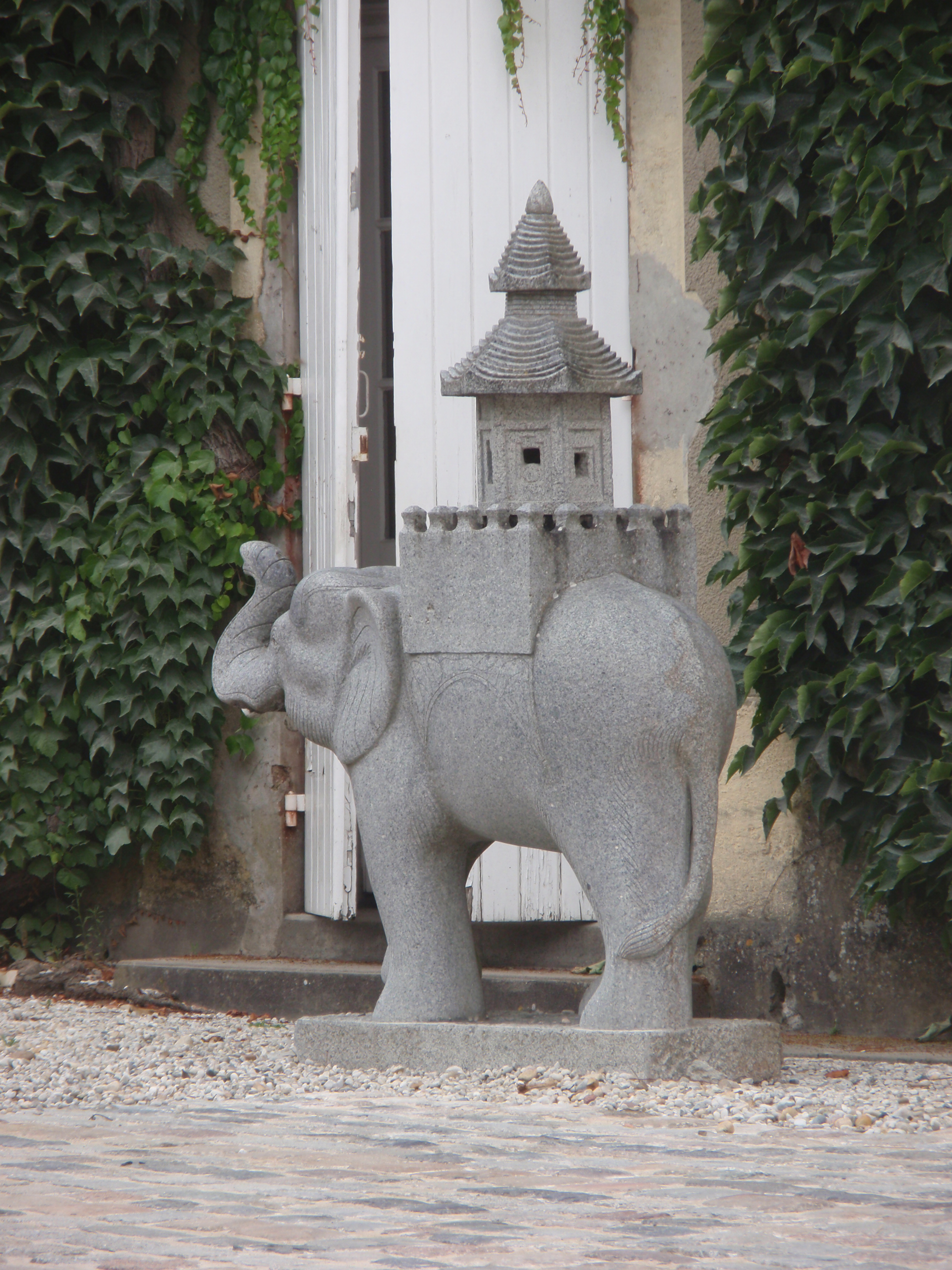
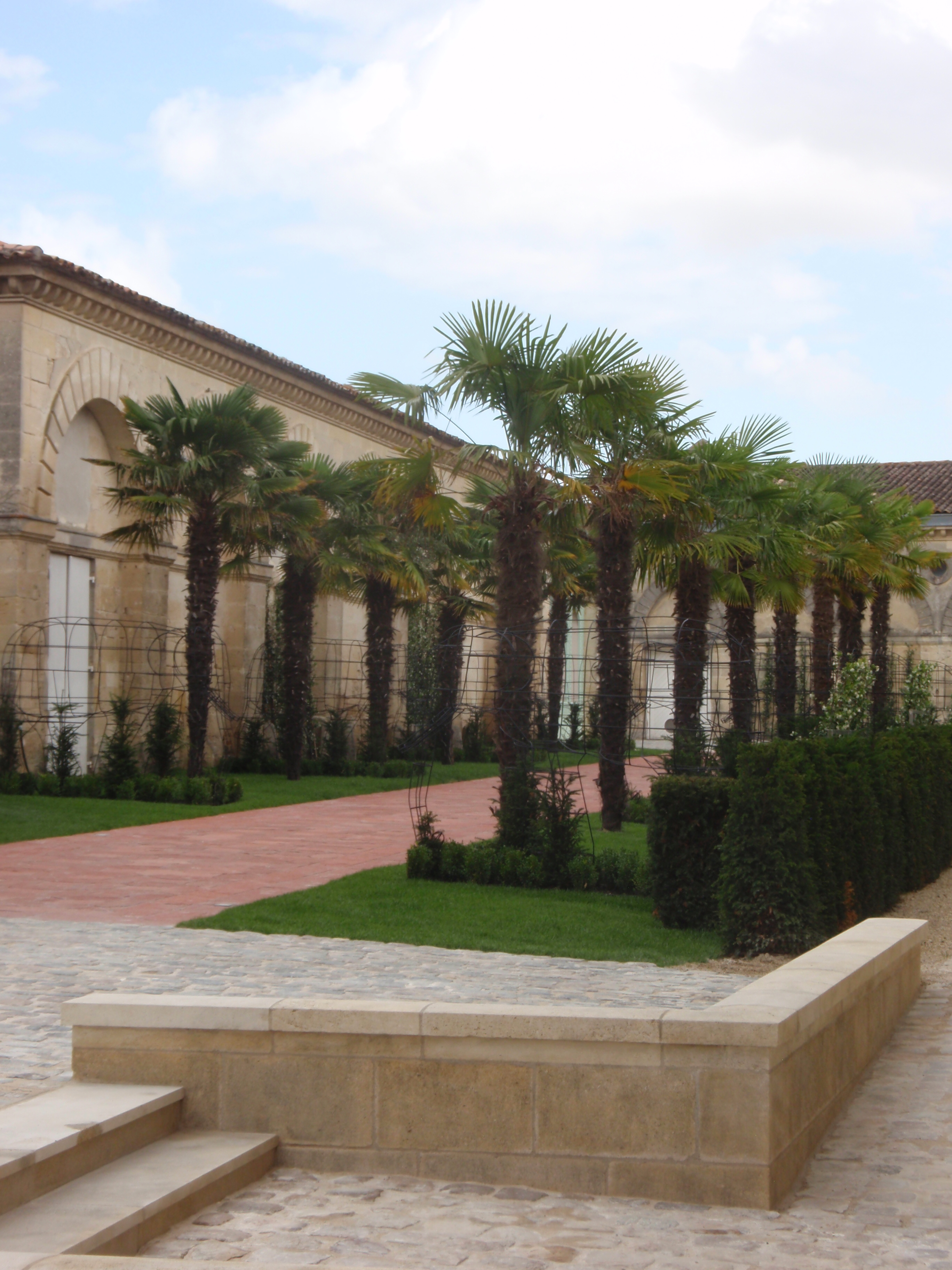